# A Lazarus Taxon
 (mai 2017).
Si vous disposez d'ouvrages ou d'articles de référence ou si vous connaissez des sites web de qualité traitant du thème abordé ici, merci de compléter l'article en donnant les références utiles à sa vérifiabilité et en les liant à la section « Notes et références ».
Albums de Tortoise
The Brave And The Bold
(2006) Beacons of Ancestorship
(2009)
A Lazarus Taxon est un box set (coffret) du groupe de post-rock américain Tortoise, publié en 2006 sur le label Thrill Jockey.

## Présentation
A Lazarus Taxon est une compilation de raretés du groupe retraçant toute sa carrière de 1995 à 2001, réunies dans un coffret rigide en carton et regroupant trois CD et un DVD .
Le coffret et les pochettes cartonnées de chaque disque sont illustrés au recto et au verso d'images du photographe Arnold Odermatt.
Les deux premiers CD sont composés de chutes de studio, morceaux bonus d'éditions spéciales, remixes, faces B, etc.
Le troisième CD, Rhythms, Resolutions and Clusters, est en fait une réédition - pour les sept premiers morceaux - de l'album original de remixes du groupe, publié en 1995, auquel est ajouté un remix inédit du titre Cornpone Brunch de Mike Watt.
Le DVD, quant à lui, se compose de divers clips du groupe, d'une douzaine de prestations lives et d'une sélection d'affiches de concerts. Sont ainsi présentées la plupart des vidéos musicales du groupe ainsi que plus de deux heures de séquences de performances en direct « étendues et rares ».
Le coffret contient également un livret de vingt pages, contenant des notes sur les origines de chaque piste, des photos d'archives du groupe et un court texte à son propos, différent pour chaque langue, édité en anglais, allemand, français et japonais.
L'ensemble est compilé par le groupe lui-même,.

## Liste des titres

### Disque 1
| 1.    | Gamera                    | extrait de Gamera EP (1995). Réinterprétation du morceau His Second Story Island du premier album du groupe | 11:53 |
| 2.    | The Source Of Uncertainty | extrait de Headz 2 (1996). Mix alternatif du morceau Why We Fight par John McEntire | 3:42  |
| 3.    | Blackbird                 | morceau bonus japonais de l'album Standards (2001). Révision d'un morceau créé à la demande du Centre Pompidou | 5:01  |
| 4.    | Sexual For Elizabeth      | extrait de Five Deez: Sexual For Elizabeth EP (2001). | 4:49  |
| 5.    | To Day Retrieval          | extrait de To Day Retrieval EP (1998). Remix par Autechre du morceau Ten Day Interval | 3:57  |
| 6.    | Whitewater                | extrait de Whitewater 7" (1995) | 5:06  |
| 7.    | Didjeridoo                | extrait de la compilation Red Hot + Indigo (1999). Reprise de Duke Ellington | 4:33  |
| 8.    | Autumn Sweater            | extrait de la compilation de Yo La Tengo Autumn Sweater Remixes (1997). Reprise de Yo La Tengo | 7:07  |
| 9.    | Wait                      | extrait de la compilation Offbeat: A Red Hot Sound Trip (1996) | 4:27  |
| 10.   | A Grape Dope              | morceau bonus de la réédition japonaise de l'album Millions Now Living Will Never Die (1996/2002). Cette collaboration avec Designer est, à l'origine, enregistrée pour une compilation qui n'a jamais vu le jour. | 4:12  |
| 11.   | Restless Waters           | extrait de la compilation The Lounge Ax Defense & Relocation Compact Disc (1996) | 3:41  |
| 12.   | Vaus                      | extrait d'un split 7 pouces avec Stereolab promouvant leur tournée commune en 1996. | 5:01  |
| 13.   | Blue Station              | morceau bonus japonais de l'album Standards (2001) | 5:34  |
| 69:11 |                           | |       |

### Disque 2
| 1.    | Madison Area                    | extrait de Madison Area 7" (1998) | 3:27  |
| 2.    | TNT (Nobukazu Takemura Remix)   | morceau bonus japonais de l'album TNT (1998) | 10:03 |
| 3.    | Why We Fight                    | extrait de Why We Fight 7" (1995). Une autre version de ce morceau apparait dans une section du morceau Cliff Dweller Society                                  | 4:23  |
| 4.    | Elmerson, Lincoln, and Palmieri | morceau bonus japonais de l'album It's All Around You (2004)                                                                                                   | 2:39  |
| 5.    | Peering                         | extrait de Gently Cupping The Chin Of The Ape EP (2001) | 5:11  |
| 6.    | Goriri                          | extrait de la compilation Macro Dub Infection (1995). Remix de Gamera                                                                                          | 6:40  |
| 7.    | As You Said                     | extrait de l'hommage à Joy Division A Means To An End (1995). Une reprise de ce morceau méconnu mélangée à diverses sections d'autres morceaux de Joy Division | 4:21  |
| 8.    | CTA                             | extrait de la compilation Urban Renewal Program 1.0 (2001). Une révision du morceau Blackbird par John Herndon                                                 | 5:07  |
| 9.    | Deltitnu                        | morceau bonus japonais de l'album It's All Around You (2004). Une improvisation écartée de l'album en raison des restrictions de temps                         | 5:50  |
| 10.   | Adverse Camber                  | extrait de Adverse Camber EP (1998). Remix par Autechre du morceau Ten Day Interval                                                                            | 6:00  |
| 11.   | Cliff Dweller Society           | extrait de Cliff Dweller Society EP (1995). Collage de plusieurs improvisations                                                                                | 15:23 |
| 12.   | Waihopai                        | extrait de Gently Cupping The Chin Of The Ape EP (2001) | 4:14  |
| 73:17 |                                 | |       |

### Disque 3:Rhythms, Resolutions and Clusters
| 1.    | Alcohall                     | remix du morceau On Noble par John McEntire | 4:03 |
| 2.    | Your New Rod                 | remix du morceau Flyrod par Rick Brown | 4:18 |
| 3.    | Cobwebbed                    | remix du morceau Spiderwebbed par Casey Rice (alias Designer)                                                                                                  | 4:38 |
| 4.    | The Match Incident           | remix du morceau Ry Cooder par Steve Albini | 5:31 |
| 5.    | Tin Cans (Puerto Rican Mix)  | remix du morceau Tin Cans And Twine par Brad Wood | 4:24 |
| 6.    | Not Quite East Of The Ryan   | remix du morceau Spiderwebbed par Bundy K. Brown | 5:08 |
| 7.    | Initial Gesture Protraction  | remix du morceau His Second Story Island par Jim O'Rourke | 4:47 |
| 8.    | Cornpone Brunch (Watt Remix) | remix du morceau Cornpone Brunch par Mike Watt. Ce morceau qui devait apparaitre sur la version originale du disque est en fait ici présenté en tant qu'inédit | 4:18 |
| 37:07 |                              | |      |